# سیکلوهپتاتری‌ان‌مولیبدن تری‌کربونیل
سیکلوهپتاتری‌ان‌مولیبدن تری‌کربونیل (انگلیسی: Cycloheptatrienemolybdenum tricarbonyl) یک ترکیب آلی فلزی حاوی مولیبدن با فرمول شیمیایی (C7H8)Mo(CO)3 است که به صورت پودر قرمز-نارنجی رنگ بوده و در حلال‌های آلی غیر قطبی حل می‌شود.